# Copernicanum w Bydgoszczy
Copernicanum – budynek z XX wieku w Bydgoszczy, w 1992 wpisany do rejestru zabytków nieruchomych województwa kujawsko-pomorskiego.
Budynek został zbudowany w latach 1903-1906, a zaprojektowany przez architektów z Berlina – Carla Zaara i Rudolfa Vahla. Kilka lat później rozbudowano go o skrzydło wzdłuż ulicy Paderewskiego.
W swojej ponadstuletniej historii miał wielu właścicieli i spełniał różne funkcje. Swoją siedzibę miało tu np. gimnazjum realne, miejskie gimnazjum matematyczno-przyrodnicze, technikum kolejowe, a w czasach niemieckiej okupacji nawet szpital wojskowy. W 1923 roku, w 450. rocznicę urodzin Mikołaja Kopernika, ówczesne gimnazjum przyjęło jego imię, które następnie przejęte zostało przez umieszczone tutaj technikum kolejowe.
Aktualnym właścicielem budynku jest od 2005 Uniwersytet Kazimierza Wielkiego, który po przejęciu budynku dokonał jego kapitalnego remontu za kwotę 13 milionów zł.
Wewnątrz budynku od 1959 znajduje się tablica poświęcona pamięci zamordowanych w czasie II wojny światowej profesorów mieszczącego się tutaj Miejskiego Gimnazjum Matematyczno-Przyrodniczego. 18 czerwca 2018 dokonano ponownego odsłonięcia tablicy, uwzględniającej tym razem fakt, że część grona pedagogicznego szkoły była ofiarą NKWD.